# Karneades der Jüngere
Karneades der Jüngere (altgriechisch Καρνεάδης Karneádēs) hat niemals existiert.
Bis 2019 ging man aufgrund falscher Rekonstruktionen in einem Papyrus davon aus, dass der Nachfolger des Karneades von Kyrene als Scholarch der Akademie ab 137/136 v. Chr. ein Namensvetter war, Sohn eines Polemarchos. Jedoch zeigen Neulesungen im Index Academicorum des Philodemos von Gadara ohne Zweifel, dass ein gewisser Polemarchos von Nikomedien dem Karneades von Kyrene nachfolgte. Da folglich ein jüngerer Karneades nicht existiert hat, ist die Bezeichnung Karneades der Ältere für Karneades von Kyrene obsolet.